# Max Mauro
Max Freitas Mauro (Vila Velha, 11 de março de 1937 – Vitória, 14 de novembro de 2024) foi um médico e político brasileiro. Foi prefeito de Vila Velha, deputado estadual, três vezes deputado federal e foi eleito governador do Espírito Santo em 1986. Foi pai do também político e ex-prefeito Max Filho.

## Biografia
Filho de Saturnino Rangel Mauro e Maria da Penha Freitas Mauro, formou-se em medicina pela Universidade Federal da Bahia em 1962, em Salvador, tendo feito residência em clínica médica no Hospital das Clínicas Professor Edgar Santos. Ao retornar ao Espírito Santo inicialmente foi médico do Instituto de Aposentadoria e Pensões dos Ferroviários e Empregados em Serviços Públicos (IAPFESP) e posteriormente do Instituto de Aposentadoria e Pensões dos Bancários (IAPB). Com a fusão dos institutos de previdência social do país, tornou-se médico do INAMPS (Instituto Nacional de Assistência Médica da Previdência Social).
Foi sócio e plantonista do Pronto Socorro Particular de Vitória, e diretor do Serviço de Saúde e Assistência Social da Prefeitura de Vila Velha. Na política foi um dos fundadores do MDB, elegendo-se prefeito de sua cidade natal em 1970, e depois venceu as eleições para deputado estadual em 1974 e deputado federal em 1978. Reinstituído o pluripartidarismo no país no primeiro ano do governo João Figueiredo, Max Mauro foi também um dos fundadores do PMDB, e foi reeleito deputado federal em 1982.
Em 1986 foi eleito governador do Espírito Santo, filiando-se ao PDT no curso do mandato. Em 1990, apoiou para sua sucessão o engenheiro Albuíno Azeredo, que derrotou em segundo turno o senador José Ignácio Ferreira (PFL). Em 1991 recebeu a Condecoração do Mérito Universitário, outorgada pela Universidade Federal do Espírito Santo. Migrou para o PMN e perdeu a eleição para governador em 1994 no primeiro turno. Foi eleito deputado federal pela terceira vez em 1998, pelo PTB. Em 2002, pela coligação PTB/PDT/PPS disputou novamente o governo, sendo derrotado ainda no 1º turno por Paulo Hartung, alcançando 41,50% dos votos válidos. Sucessivas derrotas viriam em seguida: em 2006, para Renato Casagrande em disputa ao Senado, e em 2010, para deputado estadual. Desde 2010, não disputou mais nenhuma eleição.
Morreu em 14 de novembro de 2024, em Vitória, devido a uma insuficiência renal aguda.